# Municipio de Cleona
El municipio de Cleona (en inglés: Cleona Township) es un municipio ubicado en el condado de Scott en el estado estadounidense de Iowa. En el año 2010 tenía una población de 464 habitantes y una densidad poblacional de 4,93 personas por km².

## Geografía
El municipio de Cleona se encuentra ubicado en las coordenadas 41°38′25″N 90°50′28″O / 41.64028, -90.84111. Según la Oficina del Censo de los Estados Unidos, el municipio tiene una superficie total de 94.11 km², de la cual 94,11 km² corresponden a tierra firme y (0 %) 0 km² es agua.

## Demografía
Según el censo de 2010, había 464 personas residiendo en el municipio de Cleona. La densidad de población era de 4,93 hab./km². De los 464 habitantes, el municipio de Cleona estaba compuesto por el 95,69 % blancos, el 1,08 % eran afroamericanos, el 0,43 % eran amerindios, el 0,65 % eran asiáticos, el 0,22 % eran de otras razas y el 1,94 % eran de una mezcla de razas. Del total de la población el 2,8 % eran hispanos o latinos de cualquier raza.